# District historique de Dennis Bay
Pour les articles homonymes, voir Dennis.
Le district historique de Dennis Bay – ou Dennis Bay Historic District en anglais – est un district historique sur l'île de Saint John, dans les îles Vierges des États-Unis. Protégée au sein du parc national des îles Vierges, cette ancienne plantation sucrière est inscrite au Registre national des lieux historiques depuis le 23 juillet 1981.